# Roger Kenyon
Roger Kenyon (sinh ngày 4 tháng 1 năm 1949) là một cầu thủ bóng đá người Anh từng thi đấu cho Everton từ năm 1967 đến năm 1979. Ông cũng từng thi đấu cho đội bóng NASL Vancouver Whitecaps trong suốt sự nghiệp. Ông là một phần trong đội hình của Everton vô địch First Division ở mùa giải 1969-70; có 9 lần ra sân. Ông được nhớ đến nhiều nhất tại Everton khi ghi bàn phản lưới nhà trong trận đá lại lần một của Chung kết League Cup 1977; trận đấu kết thúc với tỉ số 1-1 và Everton thất bại trong trận đá lại thứ hai 3-2 trước Aston Villa.
Ông hiện tại đang làm việc ở Blue Nose Promotions và tổ chức sự kiện với các nhân vật thể thao.

## Mùa giải
| Mùa giải            | Số trận | Bàn thắng |
| Everton             | Everton | Everton   |
| ------------------- | ------- | --------- |
| 1967-1968           | 16      | 0         |
| 1968-1969           | 7       | 0         |
| 1969-1970           | 9       | 0         |
| 1970-1971           | 29      | 0         |
| 1971-1972           | 36      | 0         |
| 1972-1973           | 40      | 2         |
| 1973-1974           | 36      | 2         |
| 1974-1975           | 40      | 0         |
| 1975-1976           | 30      | 1         |
| 1976-1977           | 14      | 1         |
| 1977-1978           | 7       | 0         |
| 1978-1979           | 3       | 0         |
| Vancouver Whitecaps |         |           |
| 1979                | 10      | 0         |
| 1980                | 27      | 0         |
| 1981                | 23      | 0         |